# ماساتو ناكامورا
ماساتو ناكامورا(باليابانية:中村 正人))هو ملحن وموسيقي ياباني ولد في 1 أكتوبر عام 1958 في مدينة طوكيو. وهو معروف مؤلف لموسيقى ألعاب فيديو ومن أبرزها القنفذ سونيك والقنفذ سونيك 2 على الجهاز ميچا درايف.

## روابط خارجية
- ماساتو ناكامورا على موقع IMDb (الإنجليزية)
- ماساتو ناكامورا على موقع ميوزك برينز (الإنجليزية)
- ماساتو ناكامورا على موقع أول ميوزيك (الإنجليزية)
- ماساتو ناكامورا على موقع ديسكوغز (الإنجليزية)

## وصلات خارجية
- الموقع الرسمي نسخة محفوظة 9 يوليو 2006 على موقع واي باك مشين.